# Ferdinand Valdo Demara
Ferdinand Waldo Demara, Jr. (21. decembar 1921 - 7. jun 1982) bio je američki aktivista i sveštenik koji je u mladosti imao živopisnu i spektakularnu karijeru varalice koja mu je u američkoj javnosti nakratko donela popularnost. 
Rođen u porodici kino-operatera, Demara je karijeru započeo još kao tinejdžer, pobegavši od kuće kako bi se priključio monaškom redu. Manastir je napustio 1941. godine, a zatim se priključio američkoj vojsci gde su ga mladost i nedostatak formalnog obrazovanja sprečili da napreduje do čina oficira, a što je on nastojao kompenzovati preuzimajući tuđe identitete. 
Demara je, kada bi neko počeo sumnjati u njega preuzimao tuđi identitet i nove karijere; kao svestenik je 1951. pod imenom John Payne osnovao obrazovanu instituciju danas poznatu kao Walsh University. Njegov najpoznatiji poduhvat se zbio za vreme Korejskog rata kada je preuzeo identitet kanadskog hirurga Josepha St. Cyra i služio na razaraču HMCS Cayuga i obavio šesnaest uspešnih operacija; prevara je otkrivena tek kada je pravi Joseph St. Cyr u Kanadi pročitao članak o "sebi" kao čudesnom spasitelju ljudskih života. 
Demara je nakon toga priču o sebi prodao časopisu Life pre nego što će još jednom uzeti lažni identitet i sa njim mjesto upravnika zatvora u Teksasu. To je mjesto morao napustiti, a konačno je uhapšen dok je pod lažnim identitetom predavao u jednoj školi; u zatvoru je ukupno proveo šest meseci. 
Godine 1959. je gostovao u popularnoj televizijskoj emisiji You Bet Your Life, a potom novinaru i publicistu Robertu Crichtonu svoje poduhvate opisao kao temelj biografske knjige The Great Impostor. U njoj je svoje uspešne prevare objasnio fotografskim pamćenjem zahvaljujući kome je brzinskim čitanjem medicinskih, pravnih i drugih udžbenika moago nadoknaditi nedostatak profesionalnog iskustva, kao i time da je namjerno odabirao mjesta gdje je njegov položaj bio jedini sa stručnim kvalifikacijama. Knjiga je postala bestsler, a 1961. godine je ekranizirana kao istoimeni holivudski film gde je njegov lik tumačio Tony Curtis.
Tako stečeni publicitet, ali i zdravstveni problemi vezani uz gojaznost i sklonost piću, su mu onemogućili da nastavi karijeru varalice. Umesto toga je radio kao savetnik u losanđeleskom skloništu za beskućnike, a 1967. godine je dobio diplomu teologije na hršćanskom Multnomah University zahvaljujući kojoj se zaposlio u jednoj bolnici. Pred kraj života se sprijateljio sa poznatim glumcem Steveom McQueenom te mu, između ostalog, dao poslednju pričest. 
Demara i njegov život se navode kao jedna od inspiracija za Jareda, protagonistu TV-serije Pretender.